# 歌舞昇平
《歌舞昇平》是1985年新藝城影業出品的香港歌舞劇情片，由余允抗執導，林冠喬編劇，黃霑、梅艷芳、羅素（王盛德）、楊雪儀、喬宏等主演，對白由光藝配音室另行配音。票房達650萬港元，在該年的港產片中排行第32位。

## 劇情
音樂經理人占士業務能力一流，但情商低下，不擅處理人際，愛將紅星方敖兒因而離巢。占士偶發現方敖兒的伴舞羅素甚具潛質，一心想捧紅他對抗方敖兒。羅素雖不會唱歌，經過占士別出心裁的訓練後終於成才並走紅。
占士的公司突然遭遇困難，方敖兒念舊情欲施援手遭拒，羅素雖一向不滿拋棄母親的黑社會老大父親（下簡稱「羅父」），無計可施下也只好找他幫忙解決問題。
羅素舉行演唱會在即，女朋友安安卻發現自己懷了孕，因擔心影響羅素的偶像事業打算墮胎，去找羅素商量時被占士攔阻，羅素誤以為占士慫恿安安墮胎，怒拳以對。安安家人為測試羅素的真心要求他從三樓跳下，一番吵鬧後，羅素無法挽回安安，意志消沉想取消演唱會。占士找羅父勸他振作，卻反被父子倆說教，恍然明白他對方敖兒潛藏的愛，便赴方家道歉。
演唱會終如期舉行，羅素不顧一切在台上宣佈與安安的情事，亦與羅父、占士冰釋前嫌。占士在羅素的感召下向方敖兒求婚。

## 演員表
| 演員   | 角色   | 關係                                                                           |
| 黃霑   | 占士   | James 金牌經理人 方傲兒之經理人並互相暗戀其，後為其未婚夫 羅素之經理人，捧紅其 |
| 王盛德 | 羅素   | Ruselle 原為舞蹈師，後為當紅男歌手 安安之男友 方傲兒之對手                     |
| 梅艷芳 | 方敖兒 | Jannie 當紅歌手 占士之藝人並互相暗戀，後為其未婚妻 羅素之對手                  |
| 楊雪儀 | 安安   | Dionne 羅素之女友                                                              |
| 恬妮   | 羅素母 |                                                                                |
| 喬宏   | 羅素父 |                                                                                |
| 姜中平 | 安安父 |                                                                                |
| 李香琴 | 安安母 |                                                                                |
| 黃淑儀 | May    | 方傲兒之新任經理人                                                             |

## 評價
影評人石琪認為該片的歌舞遠不及美國同類電影《勁舞》（Flashdance），而且情節牽強兒戲，但讚揚余允抗的導演技巧：「在人物與人物方面顯出功力」、「細節頗為風趣」；演員的表演亦可圈可點，尤以黃霑最為突出：「高度抵死而不作狀，十分自然傳神，還能富於自嘲，做到既惹笑又可憐，整個形象生動淋漓」。專欄作者月巴氏亦持大致的看法。
聯合早報專欄作者黃亮認為該片歌舞出色，但故事平凡，「細節常有佳句，整體卻不充份」。同報另一位欄目作者則批評羅素和梅艷芳演技糟糕，但讚賞黃霑的表現，又認為壓軸戲沒有上演大型歌舞，草草收場。

## 輕事
新藝城為轉型、擴大門戶，扶植衛星公司製作電影，繼袁和平的《情逢敵手》後，與導演余允抗（余允抗電影製作有限公司）合作。這是以拍攝恐怖驚悚電影見長的余允抗的一部異色作。
舞蹈藝員出身的王盛德是新藝城行政總監施南生赴美公幹時發掘的，這是其首次演出。方敖兒原本打算由年紀與黃霑相若的甄妮飾演，後來雙方談不攏，就起用了梅艷芳。

## 電影歌曲
- 均由林慕德作曲，除了《共舞月球底》（姚大偉）和《人在風裡》（黎小田）。
- 均由黃霑填詞並有國、粵語兩版。

| 曲別   | 歌名       | 歌手           |
| ------ | ---------- | -------------- |
| 主題曲 | 邁向新一天 | 梅艷芳、李中浩 |
| 插曲   | 別離的無奈 | 梅艷芳         |
| 插曲   | 人在風裡   | 梅艷芳         |
| 插曲   | 戰士狂情   | 李中浩         |
| 插曲   | 湧出心裡愛 | 李中浩         |
| 插曲   | 共舞月球底 | 李中浩         |
| 插曲   | 媽媽心     | 李中浩         |

## 外部連結
- 香港影庫上《歌舞昇平》的資料（繁體中文）
- 豆瓣电影上《歌舞昇平》的資料 （简体中文）
- 互联网电影数据库（IMDb）上《歌舞昇平》的资料（英文）
- 香港康文署電影資料館網上目錄 （页面存档备份，存于）